# Bassin à grumes
Pour les articles homonymes, voir Bassin.
Un bassin à grumes ou bassin de rondins (en anglais log pond), est en Amérique du Nord, un petit bassin naturel, un étang, ou un réservoir, utilisé pour stocker des rondins de bois ou grumes, en attente d'être débités dans une scierie. Certains étangs de moulins hydrauliques (Mill pond (en)) ont servi à cette fin ; dans les scieries fonctionnant à la vapeur, qui n'exigeaient pas la hauteur de chute nécessaire à un moulin hydraulique, des étangs étaient aménagés pour le transport des grumes près de l'usine. Les balkengaten des scieries à vent néerlandaises avaient la même fonction.  

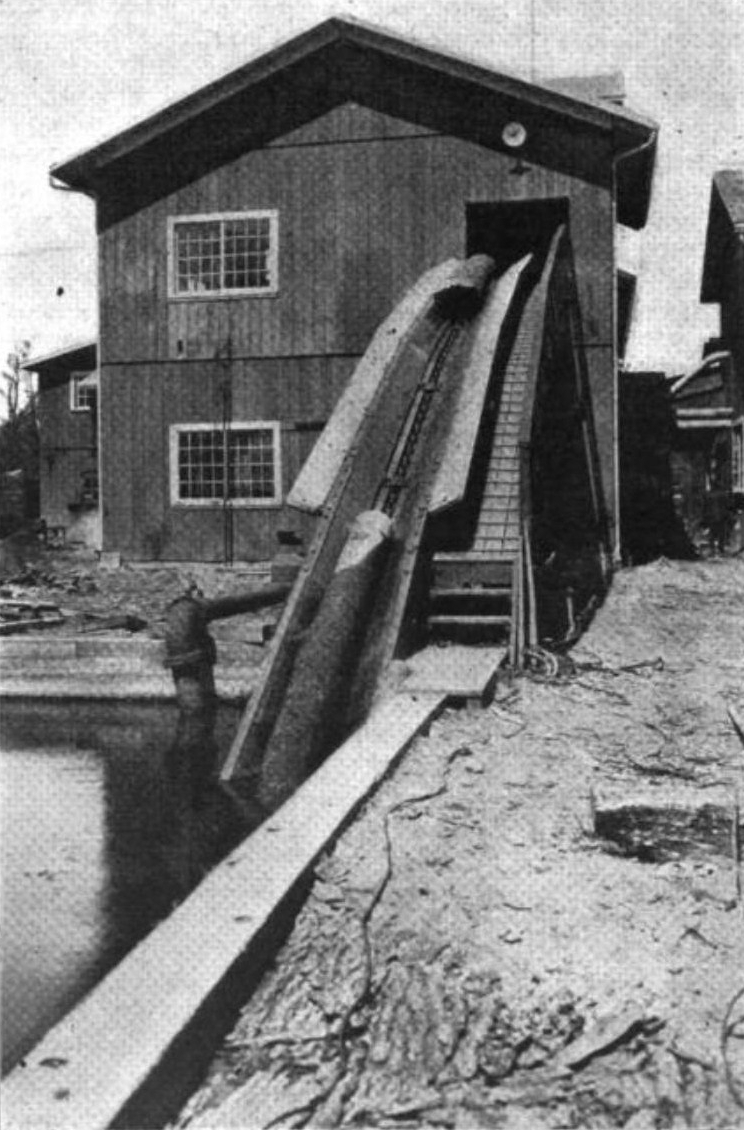
Bûche en train d'être soulevée d'un bassin à grumes vers la scierie.

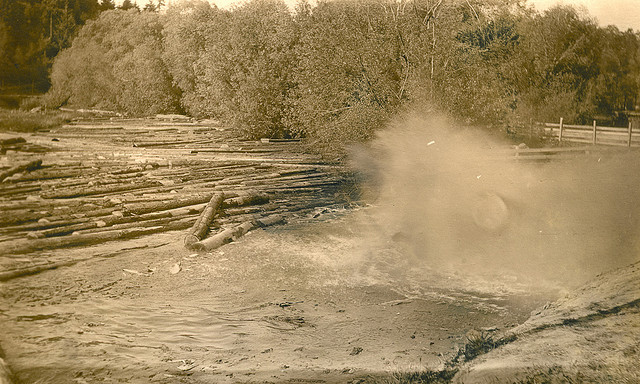
Éclaboussure de rondins déversés dans un bassin à grume.

## Contexte
Les premières scieries mécanisées de la révolution industrielle ont été construites sur des rivières, des lacs ou des estuaires navigables, où les grumes pouvaient être apportées par flottage à la scierie, et le bois de sciage transporté vers les marchés à bord de navires ou de barges. Les premières scieries à vapeur comprenaient un treuil permettant de soulever les billes hors de l'eau, sur un chariot qui les faisait passer devant une scie fixe. Les hommes pouvaient relativement facilement pousser les bûches flottantes en position pour être levées par le treuil. Les forêts éloignées des eaux navigables sont devenues accessibles avec le développement des chemins de fer. Les scieries adjacentes aux eaux navigables étaient dans le Nord de l'Amérique appelées scierie sur l'eau (cargo mills), par opposition aux scieries sur rail (rail mills) intérieures qui comptaient sur le chemin de fer, pour le transport des grumes et des bois sciés. En attendant que les tracteurs équipés de moteurs à combustion interne soient suffisamment puissants pour déplacer les grumes, des étangs étaient nécessaires pour simplifier le déplacement des grumes depuis le lieu de stockage jusqu'au treuil de la scierie. Le stockage des grumes dans l'eau présentait l'avantage supplémentaire de minimiser les risques d'incendie, d'éliminer les saletés qui pouvaient ternir les scies et d'éviter le fendillement des grumes qui risqueraient autrement de sécher avant le sciage. Les scieries sur l'eau utilisaient généralement un système de drôme (Log boom (en)) pour contenir les grumes sur la rivière en attendant le traitement en scierie. 

## Connexion à l'étang
Les scieries de chemin de fer (rail mills)ont été construites à côté de petits étangs lorsque cela était possible, mais les bassins à grume étaient souvent établis par la construction d'un barrage sur un petit cours d'eau là où aucun étang naturel approprié n'était disponible. Les risques d'inondations périodiques ont découragé l'utilisation de rivières plus grandes pour les bassins à grumes, mais de l'eau pourrait être détournée ou pompée d'un fleuve plus grand pour maintenir les niveaux d'eau dans un bassin à grumes adjacent. Un éperon de chemin de fer était construit sur une plate-forme de réception des grumes (log dump) où les rondins pouvaient être roulés ou hissés dans des wagons plats dans l'étang. Des bassins à grumes ont été construits avec une superficie permettant de stocker de manière flottante le stock de grumes nécessaire au maintien de la production de la scierie, pendant les périodes où les livraisons ferroviaires de grume pouvaient être interrompues. 
Les bassins à grumes constituent opportunément aussi des citernes d’eau pour la lutte contre les incendies dans les scieries; et pour le refroidissement et la lubrification des lames de scie et autres machines de la scierie. Les eaux de ruissellement provenant de la cour de la scierie et les eaux usées générées dans la scierie se déversent souvent dans le bassin à grumes, le point le plus bas adjacent à la scierie. Les eaux de purge des chaudières, les condensats des séchoirs à bois et les vapeurs des machines des scieries empêchent parfois un bassin à grumes de geler par temps froid.

## Considérations environnementales
Les bassins à bois sont des réservoirs pratiques pour le recyclage de l'eau dans des applications telles que les écorceuses hydrauliques ou dans la suppression de la poussière. Les bassins à grumes offrent un traitement des eaux usées similaire à un bassin de décantation et à un lagunage facultatif . Le débordement de l’étang à grumes pendant les averse et la fonte des neiges peut contenir des morceaux de bois et d’écorce flottants, des composés organiques dissous lessivés du bois et des particules en suspension de sciure de bois et de terre. L'Environmental Protection Agency des États-Unis a publié dans les années 1970 une limitation des effluents des stockages en milieu humide, interdisant le rejet de débris ligneux flottants et exigeant un pH des eaux de débordement de l'étang en rondins entre 6 et 9 . 

## Sources
- Carranco, Lynwood Redwood Lumber Industry Golden West Books, San Marino, California (1982)  (ISBN 0-87095-084-3)
- Oakleaf, H.B. Lumber Manufacture in the Douglas Fir Region Commercial Journal Company, Chicago

## Remarques
1. ↑  Oakleaf pp.8,12&17
2. ↑  Oakleaf pp.12&17
3. ↑  Carranco pp.120&171
4. ↑  Oakleaf p.8
5. ↑  Oakleaf pp.10,12&17
6. ↑  40CFR429.100 Accessed 2012-09-17